# Église Saint-Nicolas de Rudno
Pour les articles homonymes, voir Église Saint-Nicolas.
L'église Saint-Nicolas de Rudno (en serbe cyrillique : Црква Светог Николе у Рудном ; en serbe latin : Crkva Svetog Nikole u Rudnom) est une église orthodoxe serbe située à Rudno, dans le district de Raška et sur le territoire de la ville de Kraljevo en Serbie. Elle est inscrite sur la liste des monuments culturels protégés de la république de Serbie (identifiant no SK 181).

## Présentation

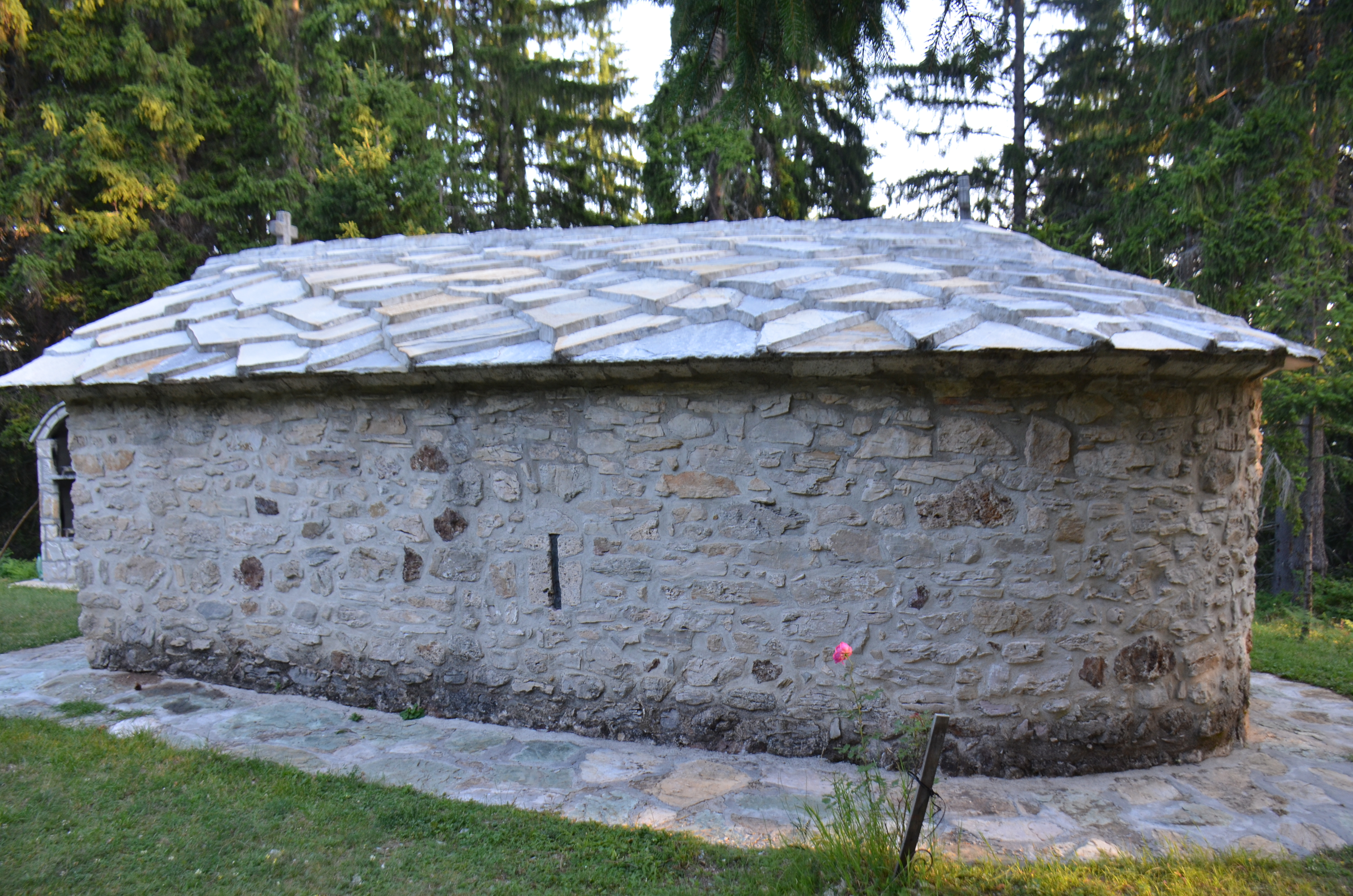
Autre vue de l'église

L'église est située à Rudno, entre les hameaux de Studenica et de Gradac, à environ 2 km du village. Si l'on en juge par son architecture, elle remonte au XVIIe siècle.
L'édifice, de dimensions modestes, mesure 7,40 m de long sur 3,70 m de large ; elle est constituée d'une nef dotée d'une voûte en berceau et d'une abside demi-circulaire de la même largeur que la nef. Les murs, profond d'environ 80 cm, sont en pierre de taille et le toit est recouvert de plaques de pierre.
L'église ne conserve aucune trace de fresques sur les murs.